# 마르브다슈트

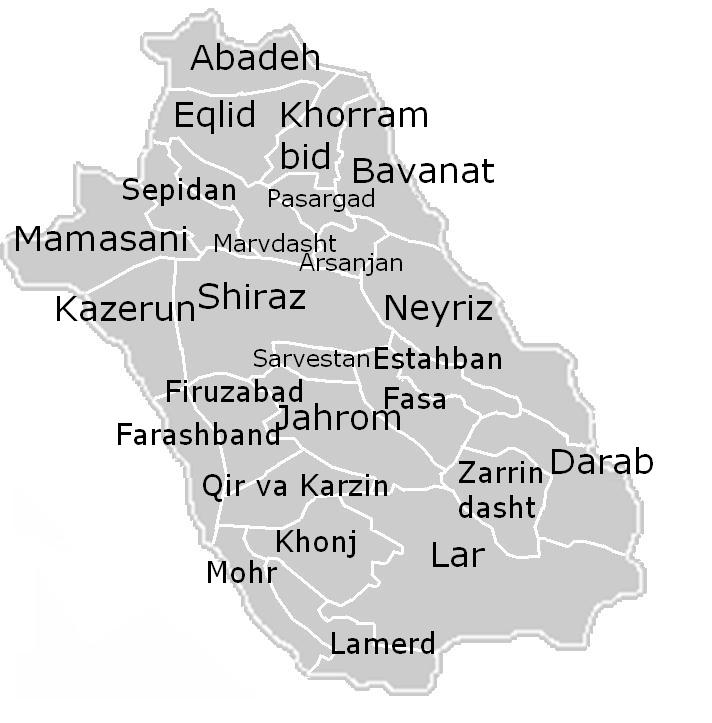

마르브다슈트(페르시아어: مرودشت)는 이란의 파르스주의 도시이다.
마르브다슈트는 이란과 거대 페르시아 제국의 역사만큼이나 고대적이다. 페르세폴리스가 근처에 있으며 수 킬로미터 더가면 나그슈이로스탐, 나그슈이라자브와 고대 도시 이스타크르의 유적이 있다. 도시의 영광스런 역사의 잔재이다.
사학자들은 마르브다슈트는 원래 이웃의 고대 도시 이스타크르의 이름이었고 점차 전체 영역이 마르브다슈트라라 불리게 되었다. 한편 어떤이는 마르브가 그곳에서 자라는 식물로 다슈트는 페르시아어로 평야라는 뜻이다.